# Buštranje, Preševo
Buštranje (izvirno srbsko Буштрање) je naselje v Srbiji, ki upravno spada pod Občino Preševo; slednja pa je del Pčinjskega upravnega okraja.

## Demografija
V naselju, katerega izvirno (srbsko-cirilično) ime je Буштрање, živi 535 polnoletnih prebivalcev, pri čemer je njihova povprečna starost 31,3 let (29,6 pri moških in 32,9 pri ženskah). Naselje ima 201 gospodinjstev, pri čemer je povprečno število članov na gospodinjstvo 4,34.
To naselje je, glede na rezultate popisa iz leta 2002, večinoma albansko, a v času zadnjih treh popisov je opazno zmanjšanje števila prebivalcev.
|  |

| Demografija | Demografija     | Demografija     |
| Leto        | Št. prebivalcev | Št. prebivalcev |
| ----------- | --------------- | --------------- |
|             |                 |                 |
|             |                 |                 |
|             |                 |                 |
|             |                 |                 |
| 1948        | 804             |                 |
| 1953        | 853             |                 |
| 1961        | 899             |                 |
| 1971        | 1022            |                 |
| 1981        | 988             |                 |
| 1991        | 905             | 872             |
| 2002        | 1073            | 872             |
|             |                 |                 |

| Etnična sestava po popisu iz leta 2002 | Etnična sestava po popisu iz leta 2002 | Etnična sestava po popisu iz leta 2002 | Etnična sestava po popisu iz leta 2002 | Etnična sestava po popisu iz leta 2002 |
| -------------------------------------- | -------------------------------------- | -------------------------------------- | -------------------------------------- | -------------------------------------- |
| Albanci                                | Albanci                                |                                        | 682                                    | 78,21%                                 |
| Srbi                                   | Srbi                                   |                                        | 186                                    | 21,33%                                 |
| Neznano                                | Neznano                                |                                        | 2                                      | 0,22%                                  |